# WARPs UP
WARPs UP（ワープスアップ）は、2019年に結成した日中混合の4人組ボーイズグループである。
グループ名は『革新的な風を創造できる集団』を意味するWARP-Syndicate「Wind Assemble Radical People-Syndicate」の略。

## メンバー

### RIKIMARU
- 本名：近田 力丸（ちかだ りきまる）
- 生年月日：1993年11月2日（31歳）
- 出身地： 日本 兵庫県
- 血液型：O型

幼い頃からダンスの経験を積み、最強の中学生として紹介され、『ダンス甲子園』や『スター☆ドラフト会議』などのテレビ番組にも出演。その後は世界を舞台に、ダンサーだけでなく、振付師として活動の幅を広げ、BoA、SHINee、Red Velvet、NCT 127、ENHYPENのNI-KIなど多くの有名アーティストを手掛けた。なぜか少し不思議な日本語を話す。2021年に中国のオーディション番組『創造営2021』に参加し、最終順位3位で通過。同年にボーイズグループ「INTO1」でデビューした。英語、ポルトガル語が得意。

### SANTA
- 本名：宇野 賛多（うの さんた）
- 生年月日：1998年3月11日（27歳）
- 出身地： 日本 愛知県
- 血液型：A型

キッズダンサーとしてストリートダンスのキャリアをスタート。17歳の時にチェコで開催された「STREET DANCE KEMP EUROPE」で史上最年少で優勝するなど、日本のみならず世界の様々なコンテストで優勝。SHINeeのテミンやナオト・インティライミのバックダンサーをしたり、登坂広臣や家入レオのミュージックビデオにも出演している。2021年に中国のオーディション番組『創造営2021』に参加し、最終順位2位で通過。同年にボーイズグループ「INTO1」でデビューした。親戚に俳優の小栗旬がいる。

### LANGYI
- 本名：邓 烺怡（タン・ランイー）
- 生年月日：1995年8月2日（29歳）
- 出身地： 中華人民共和国 広東省
- 血液型：O型
- 愛称：ロンロン

2016年に中国オーディション番組『拜托了！粉丝』で優勝。2018年には中国オーディション番組『偶像練習生』に出演し、落選するも、同番組への出演をきっかけにボーイズグループ「MR-X」でデビュー。英語が堪能。料理と女性アイドルのコピーダンスが得意。SUPER JUNIORとBTSのVのファン。

### MINGJUN
- 本名：余 明君（ユ・ミンジュン）
- 生年月日：1998年6月22日（26歳）
- 出身地： 中華人民共和国 四川省
- 血液型：不明
- 愛称：小黒（xiao hei）

BTOBやPENTAGONが所属する韓国の芸能事務所CUBEエンターテインメントで練習生としてトレーニングを積んだ。2018年に中国のオーディション番組『偶像練習生』に出演し、最終順位35位で落選するも、同番組への出演をきっかけにボーイズグループ「MR-X」でデビュー。

## 作品

### デジタルシングル
- 2019.12.18「Rock Tonight」（Japanse ver. / Chinese ver.）※中国限定リリース
- 2020.11.13「Hali Gali」※中国限定リリース
- 2020.12.24「Cloud 9」※中国限定リリース
- 2021.1.22「One Hundred degrees」※中国限定リリース
- 2021.2.25「SUPERNOVA」※中国限定リリース
- 2021.4.23「Pleasure」
- 2021.4.23 Mini Album「Prep.20/21SS -Chapter RLSM-」

### ミュージックビデオ
- 2019.12.18「Rock Tonight」（Japanse ver. / Chinese ver.）
- 2020.11.13「Hali Gali」
- 2020.12.24「Cloud 9」
- 2021.1.22「One Hundred degrees」
- 2021.2.25「SUPERNOVA」
- 2021.4.23「Pleasure」
- 2021.4.23「Pleasure」 -Anime ver.-

## 出演

### ミュージックビデオ
- 2015年12月 BoA「Lookbook」（RIKIMARU）
- 2018年8月 家入レオ「もし君を許せたら」（SANTA）
- 2019年8月 テミン「Famous」（SANTA）
- 2019年11月 登坂広臣「OVERDOSE」（SANTA）

### ラジオ番組
- 2020年4月 - 9月 ZIP-FM「Dual Dance Beat」コーナー出演（SANTA）

### ウェブ番組
- 2018年2月 V LIVE「Keyword#BoA The untold keyword of BoA」（RIKIMARU）

### 広告
- 2020年10月 UNIQLO HEATTECH（SANTA）[5]
- 2020年11月 Philips ブリーズマスク（SANTA）[6]